# In Your Eyes (canción de Niamh Kavanagh)

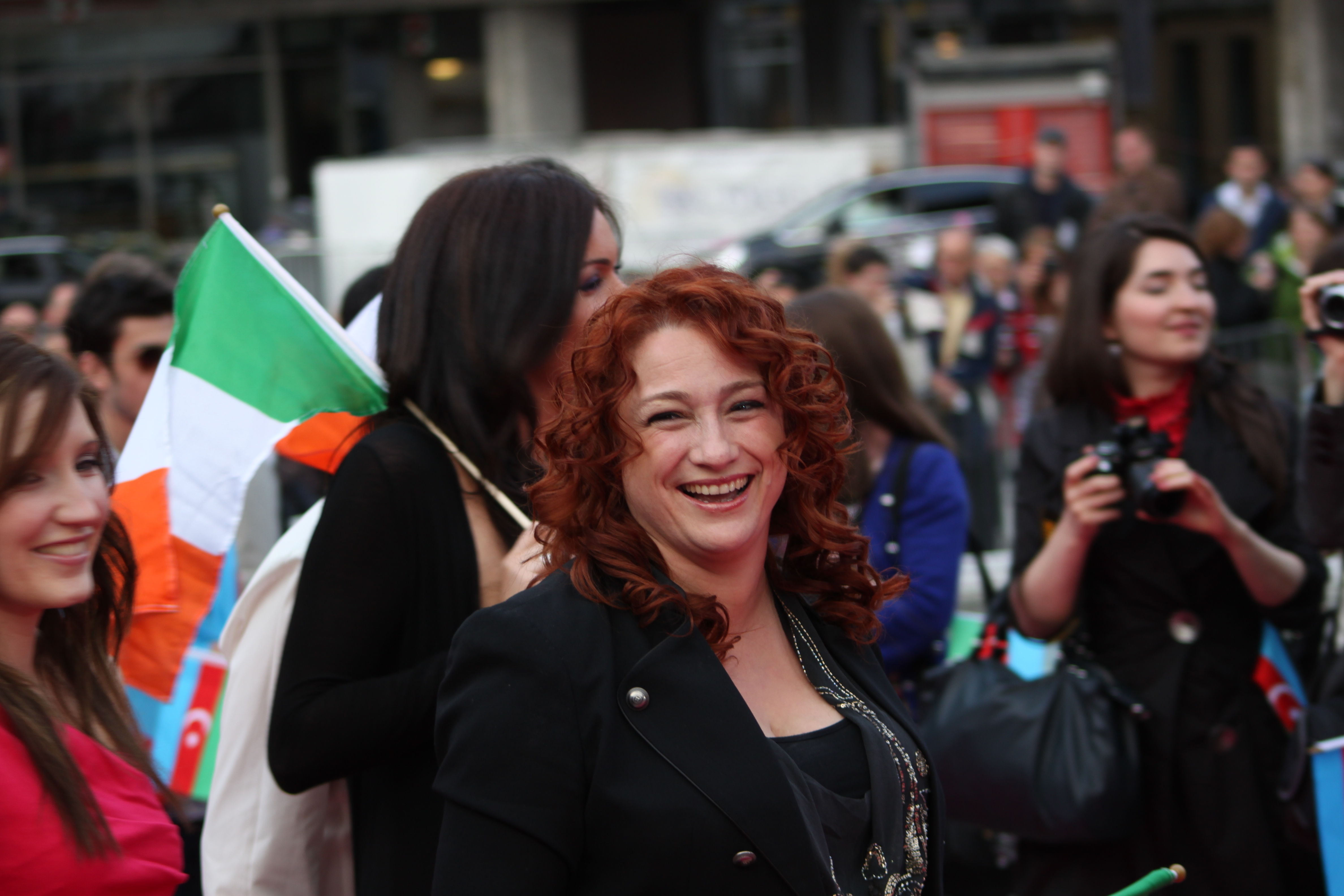
Niamh Kavanagh en Oslo.

«In Your Eyes» (en español: "En tus ojos") es una canción interpretada por Niamh Kavanagh que ganó el Festival de la Canción de Eurovisión 1993 representando a la República de Irlanda. 
Se trata de una balada romántica en cuya letra la cantante cuenta cómo, tras estar sola, ha encontrado el amor en los brazos de su amante y cómo la ha cambiado.

## Eurovisión 1993
En la noche del festival celebrada en la pequeña localidad irlandesa de Millstreet, la canción fue interpretada en 14º lugar de 25 canciones. Al final de la votación había recibido 187 puntos, siendo declarada ganadora. Fue la segunda victoria irlandesa de tres sucesivas.
Hasta la última votación (la de Malta) Irlanda no se proclamó ganadora, luchando hasta el último momento con la representante británica, Sonia.
Fue el sencillo más vendido del año 1993 en Irlanda, y llegó al número 24 en la lista semanal británica:

## Posicionamiento en listas
| Lista (1993)                          | Mejor posición |
| ------------------------------------- | -------------- |
| Alemania (Offizielle Deutsche Charts) | 83             |
| Irlanda (IRMA)                        | 1              |
| Países Bajos (Mega Single Top 100)    | 42             |
| Reino Unido (UK Singles Chart)        | 24             |

| Predecesor: "Why Me?", de Linda Martin | Ganadores del Festival de Eurovisión 1993 | Sucesor: "Rock 'n' Roll Kids", de Paul Harrington & Charlie McGettigan |